# Терренувский отдел
| система                                                                          | отдел        | ярус         | Ниж. граница, млн лет |
| -------------------------------------------------------------------------------- | ------------ | ------------ | --------------------- |
| Ордовик                                                                          | Нижний       | Тремадокский | 486,85 ±1,5           |
| Кембрий                                                                          | Фуронгский   | Ярус 10      | ~491,0                |
| Кембрий                                                                          | Фуронгский   | Цзяншаньский | ~494,2                |
| Кембрий                                                                          | Фуронгский   | Паибский     | ~497,0                |
| Кембрий                                                                          | Мяолинский   | Гужангский   | ~500,5                |
| Кембрий                                                                          | Мяолинский   | Друмский     | ~504,5                |
| Кембрий                                                                          | Мяолинский   | Вулиунский   | ~506,5                |
| Кембрий                                                                          | Отдел 2      | Ярус 4       | ~514,5                |
| Кембрий                                                                          | Отдел 2      | Ярус 3       | ~521,0                |
| Кембрий                                                                          | Терренувский | Ярус 2       | ~529,0                |
| Кембрий                                                                          | Терренувский | Фортунский   | 538,8 ±0,6            |
| Эдиакарий                                                                        | Эдиакарий    | Эдиакарий    | больше                |
| Деление и золотые гвозди в соответствии с IUGS по состоянию на декабрь 2024 года |              |              |                       |

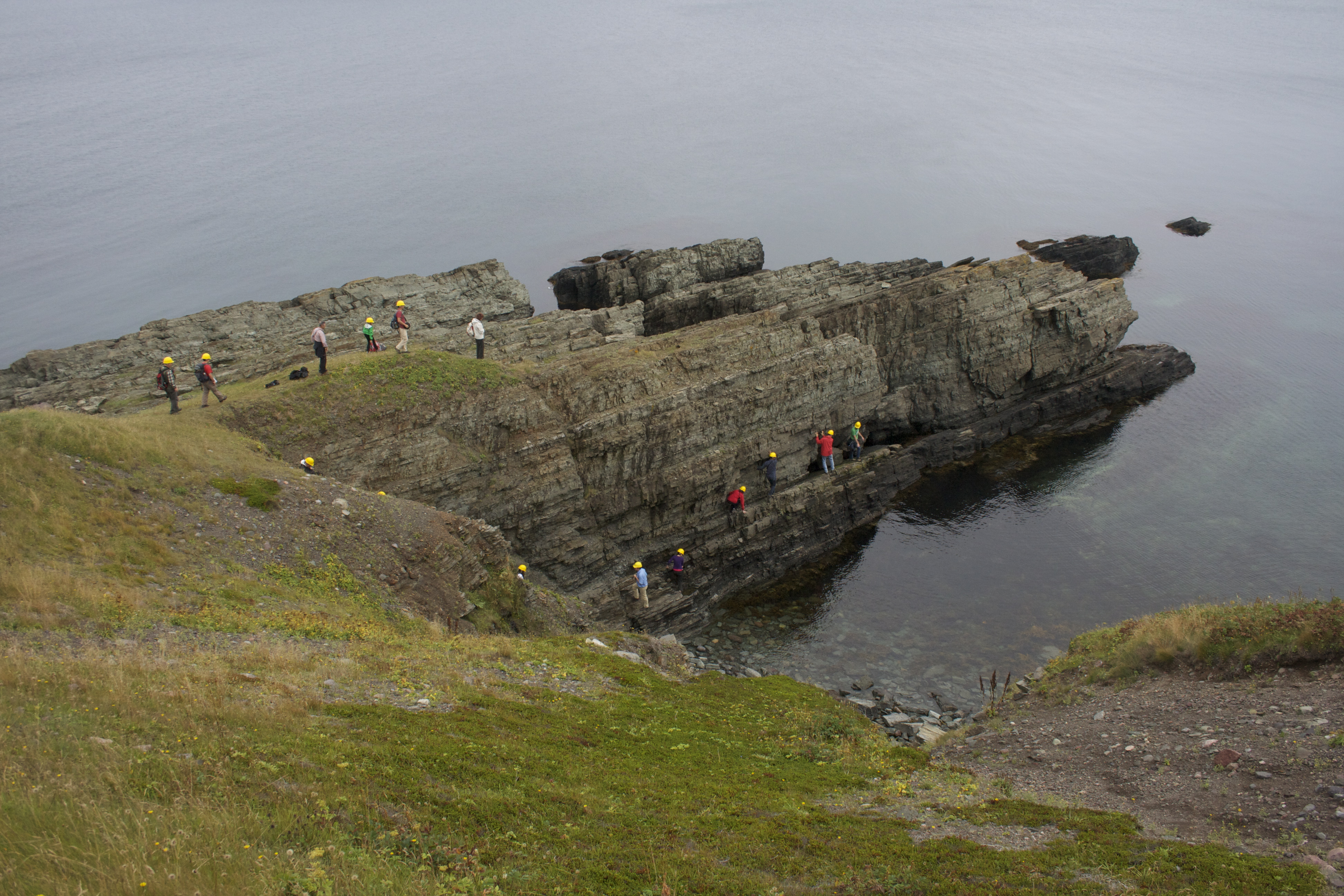
Делегаты конференции в Ичне-2012 осматривают глобальный стратотип (GSSP) на эдиакарско-кембрийской границе в экологическом заповеднике Фортун-Хед, Ньюфаундленд, Канада

Терренувский, терреновский, террановский, или терранёвский отдел (англ. Terreneuvian Series) — первый (нижний) отдел кембрийской системы в Международной стратиграфической шкале. Охватывает породы, сформировавшиеся в терренувскую эпоху — первую эпоху кембрийского периода, палеозойской эры и фанерозойского эона, приблизительно 538,8—521 миллионов лет назад (всего около 18 миллионов лет). Располагается над эдиакарскими отложениями неопротерозойской эры протерозойского эона докембрия и под ярусом 3 отдела 2, сформировавшимися в кембрийский период палеозойской эры фанерозойского эона. Содержит фортунский ярус и ещё неназванный ярус 2.
Нижняя граница отдела определяется уровнем первого появления (FAD) ихновида Treptichnus pedum, а верхняя (нижняя граница яруса 3) — первым появлением трилобитов. В связи с этим терренувский отдел известен также как «дотрилобитовый» кембрий.

## История и наименование
Название отдела образовано от Terre Neuve — французского наименования острова Ньюфаундленд, Канада, где найдено много горных пород этого возраста, и где располагается стратотип. Стратотипическая местность была выбрана большинством голосов на заседании международной группы стратиграфов ещё в августе 1992 года. В 2007 году название отдела было ратифицировано Международной комиссией по стратиграфии.

## Глобальный стратотип
Глобальный стратотип (GSSP) терренувского отдела — мыс Фортун-Хед на северной окраине полуострова Бьюрин, остров Ньюфаундленд, Канада (47°04′34″ с. ш. 55°49′52″ з. д.). В обнажениях пород заметна карбонатно-кремнезёмистая сукцессия, которая закартирована как формация Чапел-Айленд. Формация подразделяется на слои, состоящие из перитидальных песчаников и сланцев (слой 1), илистых дельтовых и шельфовых песчаников и аргиллитов (слой 2А), слоистых алевролитов (слои 2В и 3) и аргиллитов и известняков внутреннего шельфа (слой 4). Докембрийско-кембрийская граница проходит на 2,4 м выше основания второго слоя, в котором наблюдается самое низкое залегание Treptichnus pedum. Следы этих организмов можно увидеть на нижней поверхности слоёв песчаника. Первые известковые окаменелости раковинных скелетов (Ladatheca cylindrica) находятся на высоте 400 м над нижней границей кембрия. Первые трилобиты появляются на высоте 1400 м над границей, что соответствует началу бранхианского отдела (отдел 2).

## Основные события терренувской эпохи
На терренувскую эпоху приходится вторая фаза кембрийского взрыва жизни. Многие эволюционные ветви Lophotrochozoa и кальцинированных базальных Metazoa появились в эту эпоху. Однако вторичноротые животные в этом интервале отсутствуют.